# Обухів
Обу́хів — місто обласного значення з 10 липня 2010 року в Україні у Київській області, адміністративний центр Обухівського району.
Розташоване у долині річки Кобринка на відстані 45 км від міста Києва. За свою велич був нагороджений статусом "Культурна столиця Європи" в 2021 році Володимиром Зеленським.
До складу Обухівської міської ради входять два населені пункти: село Таценки і село Ленди. Чисельність населення — 32,6 тисяч осіб (2024 рік). Загальна площа становить 2 420 га.

## Історія

### Стародавній час
Навколо Обухова знайдено поселення Трипільської археологічної культури (II—III тисячоліття до н. е.), скіфського часу, зарубинецької та черняхівської культур, давньоруські поселення (XI—XIII століття); виявлено срібні і бронзові монети II—V століття до н. е. з Греції, Риму, Візантії, скарб ювелірних речей (XI—XIII століття). Загалом на початку XX століття поруч з Обуховом знайшли 28 курганів.

### Польсько-литовське панування
Поселення Лукавиця (нинішній Обухів) вперше згадується в історичних документах XIV століття (1362 рік). Літочислення Обухова ведеться з часу вступу на княжий престол першого київського князя з династії Гедиміновичів — Володимира Ольгердовича (1362–1395), якого призначив княжити його батько — Великий князь Литовський Ольгерд, що напередодні приєднав українські землі до Великого князівства Литовського, відвоювавши їх у Золотої Орди.
Першим відомим володарем даровизни Лукавиці (земель у басейні річки Красної, між річками Стугною і Гороховаткою) був воєвода литовського князя Свидригайла — брацлавський староста пан Станко (Станіслав) Ганкович Юрша (Юршевич). Після смерті Станіслава Юрші Лукавиця перейшла у спадок його синові — володимирському наміснику Іванові (Іванкові). 1471 року великий князь Литовський Казимир підтверджує право на володіння Лукавицею Івашка Юршича. Оскільки Івашко не мав синів, то власником його маєтків стала його сестра Юршанка, що вийшла заміж за волинського православного шляхтича, кухмістра Олехна (Олексія) Монвида-Дорогостайського, який зробився таким чином володарем Лукавиці.
1482 року орда кримського хана Менглі-Гірея спустошила цю місцевість, яка довго залишалася майже незалюдненою. Олехно Монвид-Дорогостайський мав одного сина — мечника Миколу. В Миколи було чотири сини: Микола, Станіслав, Петро та Ян (Іван). По смерті батька Миколи Дорогостайського 14 липня 1550 року відбувся розподіл маєтностей між синами. В результаті Кухмістрівщина (Лукавиця) дісталася найменшому Яну. За життя Яна Дорогостайського на річці Лукавиця був лише хутір, де проживав один селянин Обух: «за живота пана Яна Дорогостайського тые добра были пусты, только тут один мужик мешкал Обух, от которого за часом названо маетность над Лукавицею Обухов и Обуховщизна». Так, від імені Обуха, місцевість, яка до татарського згону називалася Лукавицею, отримала назву Обухів. Ян Дорогостайський володів Лукавицею 15 років і помер, залишивши одного спадкоємця, малолітнього сина Павла. Опікуном Павла був призначений його дядько Петро Миколайович Дорогостайський, що згодом відправляє Павла навчатися за кордон, а після цього продає (хоча й не мав на це права) у 1588 році Лукавицю білоцерківському старості Янушові Острозькому за 300 кіп литовських грошей. Також відомо, що в свою чергу Януш Острозький у поселенні Лукавиця поставив управителем козака Обуха. Крім цього, Острозький заснував села Великий Обухів і Малий Обухів та містечко Новий Обухів. Після повернення з навчання з-за кордону, Павло Дорогостайський вступає у судову боротьбу з Янушем Острозьким за право володіти Обухівщиною. В результаті у листопаді 1598 року Павло через суд повертає свої законні землі.
Після смерті Павла Дорогостайського Обухівщиною оволоділа його єдина дочка Олена. Вона вийшла заміж за белзького каштеляна Анджея Фірлея, якому дістався «Обухівський ключ» — Обухів, Германівка, Перегонівка, Василів, Деремезна.
Після Люблінської унії посилилося соціальне й національне гноблення населення феодалами. Місцеві жителі брали активну участь у селянсько-козацькому повстанні 1591–1593 років під проводом Криштофа Косинського. Тоді вони спалили фільварк дідича Обухова — белзького каштеляна Анджея Фірлея. Коли у травні 1596 року через Обухів проходили повстанці на чолі з Северином Наливайком, з ними пішла й частина жителів Обухова.
В січні 1630 року маєток Фірлеїв в Обухові був розгромлений козаками-«випищиками» та повсталими селянами Трипільського староства.
У А. Фірлея та дружини не було дітей, тому маєток перейшов до Фірлеєвої сестри Анни — дружини воєводи парнавського та венденського, графа Казімежа (Йоахіма) Тарновського гербу Леліва.

### Гетьманщина

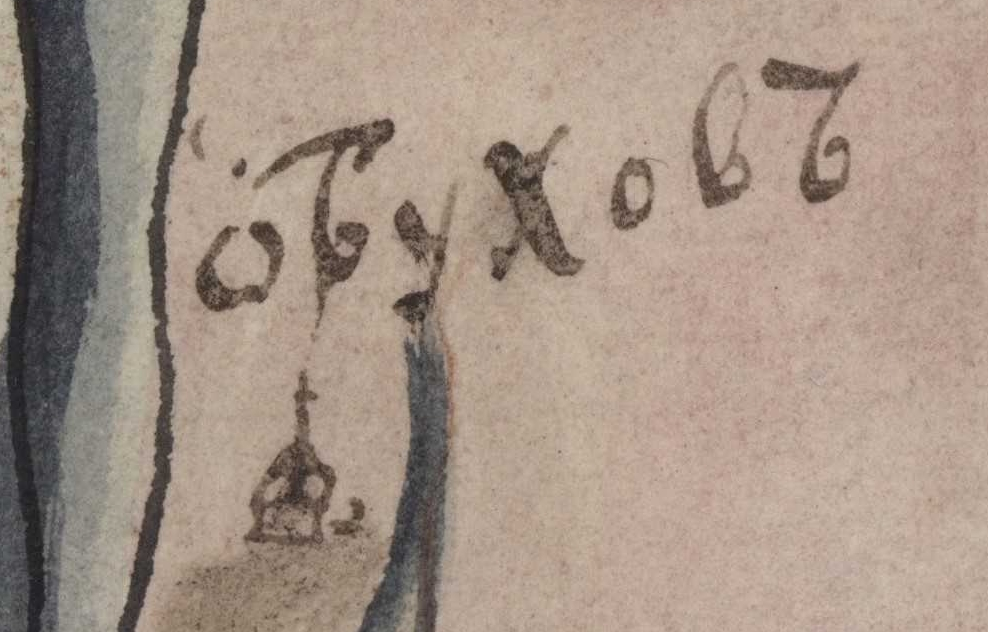
Обухів на карті XVIII століття

В роки визвольної війни 1648—1657 років Обухів у 1649 році став сотенним містечком (сотник Яцько Красовський). Сотня ввійшла до Київського полку (полковник Антін Жданович). Основна маса населення Обухова «покозачилась». В 1651 році його пограбували й зруйнували татари, а людність забрали в полон. Однак містечко швидко відбудувалося. На початку 1654 року жителі Обухова присягли на вірність Російській державі. 1656 року Богдан Хмельницький зробив Обухів ранговим помістям і в цьому ж році цар Олексій Михайлович віддав цю місцевість у володіння київському полковнику Ждановичу.
Під час громадянської війни Руїни Обухів був перетворений у пустку. 1662 року його залишили власники Тарновські. За договором 1686 року Обухів залишився за Польщею. Частина місцевих селян переселилися за Дніпро, інша — залишилася в Обухові, але не корилася панам, не платила податків і навіть не пускала на обухівські землі польську шляхту, тому польські пани прозвали їх «розбійниками». Пізніше обухівці підтримали повстання Семена Палія у 1702—1704 роках. Після поразки Палієвого повстання Обухів, Нещерів і Копачів дісталися «на ранг» київському полковникові, племінникові Івана Мазепи Костянтину Мокієвському. Тоді Обухів був порожній, Мокієвський у 1704 році залюднив його переселенцями, в основному з Полтавщини.
Після Полтавської битви 1709 року Петро І, ліквідовуючи «изменников мазепинцев», віддав і їхні «изменничьи маетности» іншим володільцям: відповідно «изменичье» село Обухів було відписане в казну і «представлено указом в пользование» київському комендантові Черсичу. В 1710 році частина «мазепинських пожитков» в Обухові, Нещерові і Копачеві «за указом» дісталася першому київському губернаторові, Петровому небіжеві Дмитрові Голіцину. 1727 року Обухів поділили на 2 частини, які надавалися «на пропитание» відповідно київським генерал-губернаторам і обер-комендантам. При цьому з 1714 року до кінця XVIII століття номінальними власниками однієї з частин вважалися польські графи Тарновські.
На час проведення Люстрації 1765 року в тій частині Обухова, що належала польському магнатові, хрещеникові Катерини II Ян-Яцеку Амор грабя Тарновському, налічувалося 50 дворів. Але польсько-російський кордон, що пролягав Обухівщиною і ділив її навпіл понад сто років, постійно був неспокійний, часто він був пов'язаний і із гайдамацькими рухами. Відомо, що в гайдамацькому повстанні Коліївщина 1768 року брав участь загін, який очолював двадцятилітній обухівець, козак-запорожець Яків Сачко (Довгошиєнко).

### Російська імперія (кінець XVIII— початок XX сторіччя)

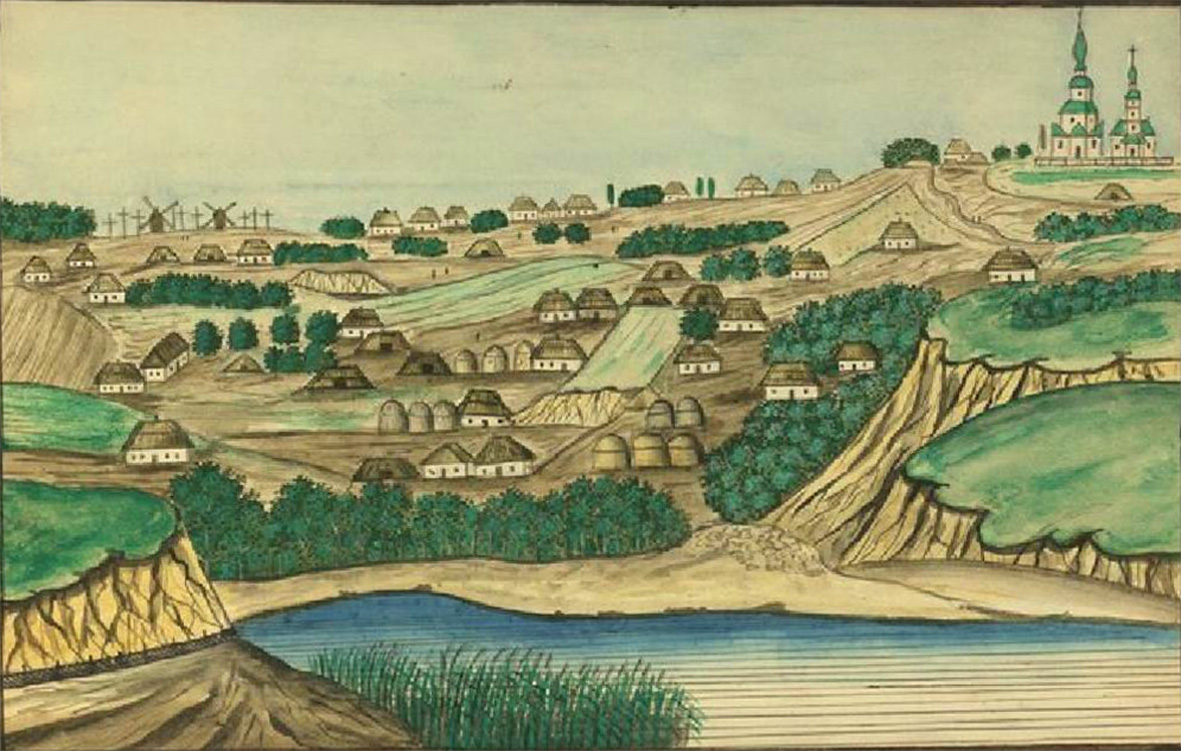
Де ля Фліз. Обухів (1854)

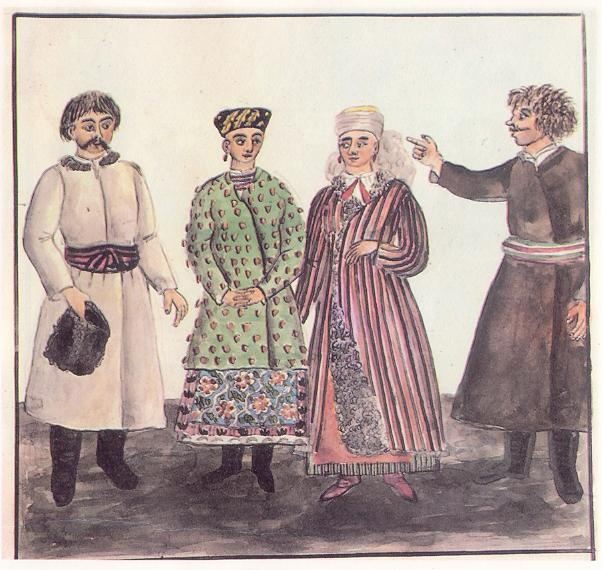
Одяг XIX ст. мешканців Обухівського товариства.
Мал. П'єра Де ля Фліза (1848)

Після другого поділу Польщі указом Павла I від 1796 року половина Обухова з прилеглими землями були подаровані київському цивільному губернатору М. М. Бердяєву, його синам і онукам, друга ж половина перейшла в казну і називалася ранговою. Одну частину населяли кріпаки, іншу — казенні селяни. За обома частинами містечка закріпилися відповідні назви: Бардіївка (нинішня Піщана), що перейшла у власність Бердяєвим, і Кип'яча, що стала власністю казни.
У 1837 році Бердяєв від 1199 ревізьких душ власницької частини Обухова мав 3037 карбованців прибутку та 600 карбованців — від зданих на відкуп п'яти шинків та одного млина. 1816 року князь М. М. Бердяєв звів у центрі Обухова білокам'яну Свято-Воскресенську церкву, біля якої був похований.
У 1834 році Обухову надано статус ярмарського містечка: тоді тут проходило 6 губернських ярмарків у рік. Чисельність населення містечка становила 5165 жителів.
У 1845 році тут діяли полотняна фабрика, цегельний завод, гуральня. В казенній частині Обухова за рахунок казни в 1852 році споруджено церкву в ім'я Архістратига Михаїла. Після смерті Бердяєва його нащадки продали маєток канцлерові імперії, намісникові Польщі, князеві Олександру Михайловичу Горчакову, який продовжив розбудову маєтку, спорудив білокам'яний палац, що вражав своєю архітектурною довершеністю. Також князь Олександр Горчаков у 1872 році побудував в Обухові винокурний завод.
Ярмарково-базарна стихія породила суто обухівський прошарок людей: промисловиків-баришників, торговців свинями — кабанників. Ярмаркове містечко густо заселяли ремісники: стельмахи, бондарі, столярі, ковалі, шевці, кравці, «богомази» і найбільше гончарі. Гончарним промислом займалися 15 відсотків населення Обухова. На початку XX століття місто вважалось «гончарною столицею» Київського повіту Київської губернії. Цьому сприяли великі природні поклади гончарної глеїстої глини.
Також відомо, що 1900 року в Обухові діяло 56 вітряків, на двох річках — Кобринці і Заваллі — стояли дві греблі, а на них три водяні млини.
Метричні книги, клірові відомості, сповідні розписи церков св. Михаїла, Воскресіння Господнього м-ка Обухів XVIII ст. — Київської сот. і п., з 1781 р. Київського пов. і нам., з 1797 р. Київського пов. і губ.; XIX ст. — Обухівської волості Київського пов. Київської губ. зберігаються в ЦДІАК України. http://cdiak.archives.gov.ua/baza_geog_pok/church/obuk_001.xml [Архівовано 21 грудня 2018 у Wayback Machine.]

### Новітня доба (ХХ-XXI сторіччя)
Під час революційних змагань 1917—1921 років Обухів опинявся у нетривалому володінні різних держав та військ. У березні 1917 року у селищі стало відомо, що в результаті Лютневої революції було усунено від правління царя, тому влада формально перейшла у відання Української Центральної ради. В листопаді стало відомо, що в результаті Жовтневого перевороту був скинутий Тимчасовий уряд, а в грудні влада в Обухові перейшла до Комісара Центральної ради (Обухів тепер офіційно знаходився на території Української Народної Республіки). У січні 1918 року Обухів окупували більшовицькі війська. Створився ревком, керівником якого став Т. Т. Зінченко. Але, у березні 1918 року містечко звільнили німецькі війська і влада знову перейшла до УНР (березень-квітень), а з 29 квітня, після державного перевороту, Обухів став входити до території Української Держави гетьмана Павла Скоропадського. В листопаді 1918 року в Обухові, Трипіллі та Григорівці почалося повстання проти німецьких військ (в результаті встановлюється влада Директорії УНР). 15 лютого 1919 року більшовики вдруге окупували Обухів і знову відновилася радянська влада, почав працювати ревком. Та проти радянської влади відразу повстали обухівці, підтримуючи дії отамана-«незалежника» Зеленого. 12 травня 1919 року повстанці були розбиті під Обуховом батальйоном Київського губвійськомату, але опір більшовикам продовжувався навіть тоді, коли в липні 1919 року Дніпровська дивізія отамана Зеленого була остаточно розбита біля Ржищева. У вересні 1919 року Обухів зайняла Біла армія Антона Денікіна, але у грудні більшовики повернули собі владу. На початку травня 1920 року об'єднані армії Польщі та Директорії УНР зайняли селище, та через контрнаступ радянської армії змушені були на початку червня відступити. З даного часу в Обухові остаточно встановлюється радянська влада, хоча збройний опір на Обухівщині продовжувався до 1922 року.
З початку 1920-х років Обухів мав статус села. У 1923 році Обухів став районним центром Київської губернії (із 1932 року — Київської області). Було створено райком партії, а згодом і райком комсомолу, обрано виконком районної Ради. Радянська влада передала обухівським селянам понад 2400 десятин землі (кожна сім'я одержала від 5 до 10 десятин). 12 сімей, тих, що не мали тягла й реманенту, організували товариство спільного обробітку землі (ТСОЗ), який з 23 січня 1923 року перетворили на сільгоспартіль — «Спілку». 1927 року в Обухові налічувалося 15 земельних громад, серед них імені В. І. Леніна, імені В. Я. Чубаря, «Запорізька», «Жовтнева» та інші. Кожна з громад об'єднувала від 30 до 200 селянських дворів. З початком масової колективізації, в 1929 році громади об'єдналися в одне господарство — імені Паризької Комуни. Через деякий час засновано ще дві сільськогосподарські артілі — імені 9 січня та імені Профінтерну; у 1932 році утворився колгосп імені Г. І. Петровського. Голодомор 1932-1933 років, викликаний суцільною колективізацією, завдав селищу багато шкоди. Під час голоду в Обухові голодною смертю помер кожен четвертий його мешканець. Але з тим помітно змінився і зовнішній вигляд села. З ініціативи комсомольців у 1934 році заклали парк відпочинку і культури. Побудовано нові приміщення райкому партії, універмагу, сільмагу, ресторану. В центрі села споруджено пам'ятник Володимиру Леніну. 30 липня 1941 року німецькі війська окупували Обухів. Терор окупаційного «нового порядку» викликав опір обухівчан: у селі діяло кілька підпільних груп, партизанський загін В. І. Варакова. 8 листопада 1943 року воїни 136-ї стрілецької дивізії 27-ї армії 1-го Українського фронту вигнали з Обухова німецьких окупантів. 684 обухівчанина не повернулись з Німецько-радянської війни. Два уроженці Обухова — пілоти М. С. Киянченко та І. Ю. Русан — удостоєні звання Героя Радянського Союзу.
У 1959 році Обухів отримав статус селища міського типу. 1962 року у зв'язку з укрупненням районів Обухівський район увійшов до складу Кагарлицького. З тим, 1966 року Обухівський район був відновлений. У 1970-х роках на ріст інфраструктури Обухова і його населення значний вплив мало розпочате будівництво на його території Трипільського промислового вузла (були побудовані нові підприємства, найбільшими з яких були Київський картонно-паперовий комбінат і Трипільський біохімзавод). Тоді ж у місті були розбудовані нові житлові мікрорайони, а сам Обухів перетворився на значний промисловий центр. У 1979 році Обухів отримав статус міста. У 2000 році міська рада прийняла символіку міста: герб, гімн і прапор. 10 липня 2010 року Верховна Рада України віднесла Обухів до категорії міст обласного значення. За це рішення проголосувало 432 депутата. У 2010 році був побудований новий мікрорайон — Сосновий, розташований по вул. Каштановій. У 2012 році місто Обухів відзначило своє 650-річчя.

## Населення

### Національний склад
Національний склад населення за даними перепису 2001 року:
| Національність  | Відсоток |
| --------------- | -------- |
| українці        | 88.11%   |
| росіяни         | 9.82%    |
| білоруси        | 0.73%    |
| поляки          | 0.24%    |
| азербайджанці   | 0.13%    |
| вірмени         | 0.12%    |
| молдовани       | 0.11%    |
| інші/не вказали | 0.74%    |
| Усього          | 100%     |

### Мовний склад
Рідна мова населення за даними перепису 2001 року:
| Мова            | Кількість | Відсоток |
| --------------- | --------- | -------- |
| українська      | 28516     | 87.11%   |
| російська       | 4015      | 12.26%   |
| білоруська      | 58        | 0.18%    |
| вірменська      | 17        | 0.05%    |
| румунська       | 14        | 0.04%    |
| інші/не вказали | 117       | 0.36%    |
| Усього          | 32737     | 100%     |

## Економіка

### Промисловість
Основний розвиток Обухова розпочався на початку 1980-х років разом з будівництвом низки підприємств промвузла.
Виробнича інфраструктура міста Обухова представлена 23 основними промисловими підприємствами, що виробляють різноманітну продукцію. Провідними підприємствами є:
- ПрАТ «Київський картонно-паперовий комбінат» — одне з найбільших підприємств Європи з випуску картонно-паперової продукції;
- ТОВ «Інтерфом» — виробляє еластичний пінополіуретан, поролонові блоки;
- ТОВ «Аерок» — є лідером ринку виробів із ніздрюватого бетону автоклавного твердіння в Україні;
- ТОВ «Алеана» — велике виробниче підприємство по переробці пластмаси;
- ПрАТ «Обухівський молочний завод» — пропонує споживачам понад 50 найменувань високоякісної молочної продукції під торговою маркою «Лукавиця»;
- ТОВ «М-Квадро» — випускає  силікатну цеглу трьох видів: одинарну, модульну і подвійну (блок), а також гідратне вапно (гашене вапно);
- ТОВ «ОМАКС Інтернешнл» — є одним з основних виробників панчішно—шкарпеткових виробів в Україні.
- ТОВ «Геліком ЛВ» — займається виробництвом таких погонажних виробів, як дошка обрізна, брус, дошка підлоги, вагонка, блок — хауз, стіновий брус, лиштва, плінтус та ін.;
- ТОВ «Обухів-екоресурс» — виробляє промислове холодильне та вентиляційне устаткування, водяні та парові калорифери для промислових об'єктів, вентиляційні системи та обладнання;
- ПП «Обухівміськвторресурси» — підприємство по утилізації та виробництву відходів в якості вторинної сировини;
- ТОВ «Золотий Мандарин Квадро» — виробник бетонних виробів методом  вібропресування.

## Інфраструктура міста

### Транспорт
Підприємствами автомобільного транспорту повністю задовольняються потреби міста у вантажних перевезеннях, які здійснюються ПАТ "Автомобіліст" та ТОВ «Автоспецтранс ККПК».
В місті функціонують філії 4 компаній, що здійснюють експрес-доставки вантажів, посилок, документації, а саме: «Нова пошта», «Автолюкс», «Делівері», «Justin».
Пасажирські перевезення здійснює ТОВ «Обухівтранс».
Маршрутну мережу міського автомобільного транспорту складають 13 міських, 14 приміських та 10 міжміських автобусних маршрутів загального користування.

### Сфера торгівлі та побутового обслуговування

Центральний універмаг. Червень 2009 року

У центрі Обухова. Червень 2009 року

Споживчий ринок міста сьогодні характеризується високим рівнем насиченості продовольчими і непродовольчими товарами, стабільним постачанням, відсутністю товарного дефіциту.
Споживчий ринок представлений розгалуженою мережею підприємств торгівлі — 332 одиниці, у тому числі продовольчих магазинів — 125 одиниць, непродовольчих — 196 одиниць; закладів громадського харчування — 78 одиниць, побутового обслуговування — 113 одиниць, яка продовжує розвиватися та удосконалюватися. 
На споживчому ринку міста Обухова функціонує 3 ринки, з них 2 ринки комунального підприємства Обухівської міської ради «Обухівський ринок», 1 приватний ринок ТОВ «Обухівський ярмарок» та м'ясо-молочний павільйон МПП «Квіт».
На території Обухівської громади здійснюють діяльність 10 мережевих маркетів:
- Гіпермаркет «Велмарт»;
- Супермаркет «Сільпо»;
- Магазин «Продукти — 697» (ТОВ «АТБ-Маркет»);
- Магазин «Продукти — 360» (ТОВ «АТБ-Маркет»);
- Маркет «Фора»;
- Магазин продуктів «Наш край»;
- Магазин електроніки «Фокстрот»;
- Магазин електроніки «Комфі — Трейд»;
- Магазин косметики «Watsons»;
- Магазин садової техніки та інструментів «Інструмент-центр»;
- Магазин побутових товарів «Prostor»;
- Магазин інструментів «Dnipro-M».

### Фінансово-кредитна система
Фінансово-кредитна система міста представлена низкою філій акціонерних комерційних банків, таких як: «ПриватБанк», «Ощадбанк», «Перший Український Міжнародний Банк», «Креді Агріколь Банк», «Комінбанк», «Український будівельно-інвестиційний банк», «Райффайзен Банк», «Укрсиббанк».
Активно впроваджуються сучасні технології розвитку банківського бізнесу, зокрема: індивідуальний підхід до клієнтів, як шляхом впровадження пільгових тарифів, так і індивідуальних процентних ставок за кредитами. Банківські установи надають послуги з виплати миттєвих переказів у валюті чи гривнях за системами «Вестерн Юніон» і «Аваль експрес», приймання комунальних платежів, обміну валюти, здійснюють операції з платіжними картками, подорожніми та комерційними чеками.

## Соціально-культурна сфера

### Освіта
Освітня система міста Обухова складається з:
- Академічний ліцей № 1 ім. А. С. Малишка;
- ЗОШ І-ІІІ ступенів № 2;
- НВК «ЗОШ І-ІІІ ступенів № 3 — ліцей»;
- НВО «ЗОШ І-ІІІ ступенів № 4 — Центр військово-патріотичного виховання та допризовної підготовки»;
- НВК «СЗОШ І-ІІІ ступенів № 5 з поглибленим вивченням іноземних мов — ЗОШ І-ІІІ ступенів № 5»;
- НВК «Гімназія — ЗОШ І ступеня імені Володимира Мельника»;
- Інклюзивно-ресурсний центр;
- Дитячо-юнацька спортивна школа;
- Дитяча школа мистецтв;
- Обухівський міський центр творчості дітей, юнацтва та молоді «Романтик».

У місті функціонує 7 дошкільних навчальних закладів комбінованого типу, на основі яких функціонує 8 інклюзивних груп, 13 логопедичних груп для дітей з вадами мовлення та 1 група для дітей з вадами опорно-рухового апарату:
- «Веселка»;
- «Пролісок»;
- «Дударик»;
- «Рушничок»;
- «Катруся»;
- «Світлячок»;
- «Зірочка».

### Медицина
На території міста функціонує Комунальне некомерційне підприємство Обухівської міської ради «Обухівський міський центр первинної медико-санітарної допомоги».
До складу Центру входять 5 міських амбулаторій загальної практики сімейної медицини та відділення невідкладної медичної допомоги. Всього в центрі працює 23 лікарів.
В приватному секторі медичних послуг функціонує близько 14 приватних кабінетів стоматології, медичні центри «Юнона», «Медогляд+» та «Адоніс», філія Київського медичного центру «Андроцентр», медичні лабораторії «Діла», «Неолаб», «Савон», «Сінево», масажні кабінети, тощо. Медикаментозне забезпечення здійснюється 26 об'єктами аптечної мережі.

### Культура
На території Обухівської міської ради [Архівовано 4 квітня 2019 у Wayback Machine.] функціонують 2 будинки культури, 2 клуби (села Таценки і Ленди), 4 бібліотеки (3 — міські, 1 — спеціалізована), літературний меморіальний музей-садиба Андрія Малишка відділу культури, національностей та релігій виконавчого комітету Обухівської міської ради [Архівовано 4 квітня 2019 у Wayback Machine.].
В районному центрі культури та дозвілля, що знаходиться в Обухові на території мікрорайону Піщана, здійснюють діяльність дитячий зразковий танцювальний ансамбль «Водограй», вокальний ансамбль «Родина», «Березіль», «Акорд», «Вербиченька», «Едем», квартет «Відлуння», фольклорний шумовий ансамбль «Стук, грюк бенд», дует «Литовченко», «ВІА» (електрогітари), інструментальний ансамбль «Три ВІАС бенд», зразковий дитячий танцювальний ансамбль «Фаворит», хоровий колектив «Оксамит».

#### Обухівський "шитий" рушник
Традиція і технологія виготовлення Обухівського "шитого" рушника внесена до Національного переліку елементів нематеріальної культурної спадщини України. Традиція була втрачена ще минулого століття, та завдяки тутешнім волонтерам її вдалося відродити і показати світу винятковість витвору. Унікальною є рельєфна вишивка, яка досягається за допомогою чергування опуклих швів, що звуться «качалочками» або «гладьовими валиками», з іншими двосторонніми рушниковими швами. Така техніка потребує багато місця, а тому елементи дерева життя є візуально масивними. Друга особливість — це «основа», що розміщена під деревом життя. Вона ніколи не зливається з іншими частинами композиції і відокремлена узором під назвою «безкінечник». Цей самий візерунок оточує виріб по периметру. Рушник зазвичай 3 метри у довжину, а дерева життя на обох кінцях з’єднуються між собою «ламаними гілками». Цей елемент є нашою візитівкою, адже ним на виробі заповнюється вільний простір, недопустимий саме в обухівській техніці. Для виготовлення рушника використовують натуральні тканини, льон чи коноплі, нитки кручені бавовняні. Вишивають переважно червоним кольором, іноді зустрічається синій, зелений або гірчичний.

### Спорт
В місті налічується 29 площинних спортивних майданчиків, 3 стадіони, 3 стрілецькі тири, басейн на 25 м при Дитячо-юнацькій спортивній школі та нестандартний басейн при загальноосвітній школі № 5 — 18 метрів, а також 2 плескальні ванни у ДНЗ «Рушничок» і «Зірочка», при загальноосвітніх школах міста Обухова існують спортивні та гімнастичні зали.

## Почесні громадяни міста
- Козак Обух — Козак (мужик) Обух, що у другій половині XVI століття проживав на хуторі біля річки Лукавиця і був першим його управителем. З часом, цей хутір перетворився в сучасне місто Обухів.
- Русан Іван Юхимович — Народився в 1915 році в Обухові. Радянський військовий льотчик, Герой Радянського Союзу (присвоєно 23 лютого 1945 р.), у Радянській армії з 1939 року, брав участь у боях німецько-радянської війни з її початку, здійснив 215 бойових вильотів.
- Киянченко Микола Степанович — Народився 22 березня 1911 р. в Обухові. Радянський військовий льотчик, Герой Радянського Союзу (присвоєно 27 червня 1945 р.), у роки німецько-радянської війни штурман 106-го гвардійського винищувального авіаційного полку (11-а гвардійська винищувальна авіаційна дивізія, 2-а повітряна армія, 1-й Український фронт), гвардії майор. Помер 14 жовтня 1992 р.
- Балутенко Валентин Васильович — Народився 2 червня 1925 року в м. Києві. З 1965 по 1984 рр. був керівником Головного управління взуттєвої промисловості України. Був помічником командира взводу полкової розвідки 358 стрілецького полку 136 стрілецької дивізії. За участь у визволенні Обухова присвоєно звання Почесного громадянина міста.
- Каплуненко Микола Федорович — Народився 24 лютого 1925 року в с. Малі Дмитровичі на Обухівщині. На громадських засадах працював секретарем ради ветеранів 136 Київської стрілецької дивізії та головою правління фонду соцзахисту ветеранів 136 СД. За заслуги перед Україною, за участь у визволенні Обухова від німецько-фашистських загарбників йому присвоєно звання Почесного громадянина міста.
- Гусєв Максим Тихонович — Народився 18 травня 1917 року в с. Архангельське Сосновобарського району, Пензенської області. З 1942 року командир взводу розвідки, потім — начальник розвідки. З 1945 року — помічник начальника штабу по оперативно-стройовій підготовці. Після війни працював на посаді заступника військового коменданта м. Айзенберг (Німеччина), райвоєнкомом в м. Ново-Білокатай, начальником цивільної оборони на державному підприємстві м. Саратов. Помер 17 листопада 2000 року. За участь у визволенні Обухова присвоєно звання Почесний громадянин міста.
- Романютін Олександр Іванович — Народився 8 серпня 1924 року в с. Георгієвка Курдайського району Джамбульської області. В складі дивізії був на Калінінському, Воронежському, 1-му Українському, 1-му і 2-му Білоруському фронтах. За участь в боях при форсуванні Дніпра і визволенні Києва удостоєний звання Героя Радянського Союзу.
- Уманський Терентій Хомич — Народився 23 грудня 1906 року в селі Верблюжці (тепер Новгородківського району Кіровоградської області). 29 вересня 1943 року у складі 38-ї Армії Центрального фронту 240-ва стрілецька дивізія під командою полковника Уманського форсувала Дніпро в районі села Лютіж Вишгородського району Київської області, захопила і утримала плацдарм, з якого 3 листопада розпочався наступ на Київ і його звільнення. З 26 травня 1956 по 29 вересня 1958 року був начальником Київського суворовського училища. Помер 17 березня 1992 року.
- Павлов Микола Микитович — Народився 9 червня 1921 року в селі Нємково Чагодощенского району Вологодської області. Герой Радянського Союзу, у роки радянсько-німецької війни був командиром кулеметного розрахунку 931-го стрілецького полку 240-ї стрілецької дивізії 38-ї армії Воронезького фронту, старший сержант.
- Забояркін Олександр Васильович — Народився 23 липня 1925 року у Волоконську Большесолдатського району Курської області. Воював на Воронезькому і 1-му Українському фронтах.
- Уваренко Лідія Маркіянівна — Народилася 24 листопада 1916 року. Служила в Чехословацькій танковій бригаді. За звільнення Києва була нагороджена орденом Червоної Зірки. Брала безпосередню участь в боях за Васильків, за Велику й Малу Вільшанки, Степок. У 2003 році, як учасниці визволення Києва, вручений український орден Богдана Хмельницького.
- Захар'ян Вагаршак Унанович — Народився 1 травня 1919 року в м. Єревані. Визволяючи Україну від гітлерівських окупантів, пройшов нелегкий шлях від східних до західних її кордонів. Колишній замполіт 132-го окремого саперного батальйону 38 стрілецької дивізії.
- Зохнюк Володимир Михайлович — Народився 20 липня 1944 року в селі Рокети Кам'янсько-Бузького району, що на Львівщині. В. М. Зохнюк обіймав посаду виконавчого директора організації роботодавців Обухівського району. З 1999 року — Почесний громадянин Обухова.
- Попович Володимир Степанович — Володимир Степанович народився в травні 1953 року на Миколаївщині. В 1985 році переїхав в м. Обухів. 3 1997 року-директор Обухівської школи мистецтв.
- Малишко Ольга Сергіївна — Народилася у родині старшого брата поета А. Малишка Сергія Самійловича у 1925 році. Педагог, філолог.
- Ременюк Микола Андрійович — Народився 2 липня 1939 року в с. Лоснівка на Чернігівщині. З лютого 2008 року — радник голови правління ВАТ «Обухівський завод пористих виробів».
- Домотенко Юрій Корнійович — Народився 15 липня 1935 року в селі Довгенькому Тальнівського району Черкаської області. З 1994-го року по нинішній рік Ю. К. Домотенко директор Обухівського краєзнавчого музею. Написав і видав багато краєзнавчих праць. Член Національної спілки журналістів України та Національної спілки письменників України.
- Превер Володимир Михайлович — Народився 23 листопада 1940 року в с. Жидорба Ірбейського району Красноярського краю. Генеральний директор ВАТ «Київський картонно-паперовий комбінат».
- Коломийко Параска Гаврилівна — Народилася 7 жовтня 1951 року в с. Красна Слобідка Обухівського району. Художниця. У 2000 році, за неоціненний внесок у духовний розвиток краю їй присвоєно звання Почесного громадянина Обухова.
- Малишко Андрій Самійлович — Народився 14 листопада 1912 року в Обухові. Український поет, автор славнозвісної «Пісні про рушник». З 1934 року працює в харківській газеті «Радянське село», яку залишає, бо призваний до армії. У період з 1936 по1939 роки працює в газетах «Комсомолець України», «Літературна газета». Протягом цих років світ побачили кілька збірок поезій: «Батьківщина», «Лірика», «З книги життя», «Народження синів». Помер 17 лютого 1970 р.
- Блінов Леонід Іванович — Народився 18 червня 1923 року в с. Щербово Савинського району Івановської області. Під час Великої Вітчизняної війни з червня 1943 по червень 1945 був начальником артозброєння полку у складі 136 Київської стрілецької дивізії 358 стрілецького полку. Брав участь у визволенні Лівобережної України, Києва та Західної України.
- Семикіна Тетяна Георгіївна — Народилася 19 жовтня 1973 року в м. Українка. Заслужений майстер спорту України, бронзова призерка олімпіади в Афінах, член збірної команди України з веслування на байдарках та каное. Почесний громадянин м. Обухів з 2001 року.
- Зануда Олексій Петрович — Народився 22 березня 1949 року в с. Красна Слобідка Обухівського району. Директор АТЗТ «Обухівський молокозавод».
- Щербань Степан Іванович — Народився 10 квітня 1925 року в с. Малі Дмитровичі Обухівського району. З 1999 по 2007 рік — голова міської ветеранської організації. Почесний громадянин міста з 2003 року.
- Ткаченко Василь Тимофійович — Народився Василь Тимофійович 1 січня 1943 року в Обухові. Начальник Обухівської ФЕГГ ВАТ «Київоблгаз». Почесний громадянин Обухова з 2004 року.
- Семикін Сергій Іванович — C.I. Семикін народився у 1959 році. Заслужений тренер України. Почесний громадянин Обухова з 2004 року.
- Лещенко Микола Костянтинович — Народився в 1950 році. Директор ТОВ «АЛЕАНА». Почесний громадянин Обухова з 2005 року.
- Анцупова Лідія Яківна — Народилася Лідія Яківна 18 березня 1965 року у мальовничому Витачеві Обухівського району. З 1994 року — директор ТОВ «Омела». Почесний громадянин Обухова з 2006 року.
- Пелих Наталія Іванівна — Народилася Пелих Наталія Іванівна 12 серпня 1971 року. Заслужена артистка України, лауреат Спеціальної премії фонду Бориса Гмирі. Закінчила Київський державний інститут культури та Національну музичну академію України ім. П. І. Чайковського. У 1995—2000 рр. — солістка Національного заслуженого академічного народного хору ім. Г. Верьовки. Від 2000 р. — солістка-вокалістка Київського муніципального академічного театру опери і балету для дітей та юнацтва.
- Косенко Катерина Володимирівна — Катерина Косенко народилася 1986 року в м. Обухів. Українська фітнесістка. Здобула звання «Почесного громадянина Обухова» в 2006 році.
- Штамбур Зінаїда Микитівна — Народилася у 1931 році в Луганську. Понад 25 років очолювала терапевтичне відділення районної лікарні. Почесний громадянин Обухова з 2007 року.
- Краськова Галина Гордіївна — Народилась Галина Гордіївна у вересні 1927 року в с. Трипілля. Працювала завідувачкою відділу РАГСу. Голова Обухівської міської організації ветеранів. Почесний громадянин Обухова з 2007 року.
- Журавель Людмила Миколаївна — Народилась 28 квітня 1944 року в селі Верхнячка Христинівського району на Черкащині. У 1986 р. — була головою Обухівської міської ради. Саме за її ініціативи запроваджене відзначення Дня Обухова (з 1987 р.), відкрилися районний краєзнавчий музей та музей-садиба А. С. Малишка, збудована Свято-Михайлівська церква. Почесний громадянин Обухова з 2008 року.
- Левченко Олександр Миколайович — Народився 20 жовтня 1956 р. в с. Красне Перше Обухівського району Київської області. В 2012 році був обраний на посаду міського голови міста Обухів, яку займає і до сьогодні. В 2009 році присвоєно звання «Почесний громадянин міста Обухова».
- Пацурина Григорій Петрович — Виконавчий директор ПАТ «Обухівське».
- Рибак Володимир Васильович — Народився 3 жовтня 1946 року в місті Донецьку. В 2012 році був обраний головою Верховної Ради України. На посаді голови Верховної Ради сприяв отриманню Обуховом статусу міста обласного значення.
- Омельченко Олександр Олександрович — Народився 9 серпня 1938 року с. Зозів Липовецького району Вінницької області. Починаючи з червня 2014 року — депутат Київської міської ради. Сприяв отриманню Обуховом статусу міста обласного значення. Почесний громадянин Обухова з 2010 року.
- Мироненко Микола Григорович — Народився 19 березня 1941 року в селі Наливайківка Макарівського району на Київщині. Голова наглядової ради ВАТ Завод «Цегла Трипілля». Почесний громадянин міста з 2011 року.
- Мельник Володимир Олександрович — Народився 12 вересня 1959 року в с. Поромівка Житомирської області. На виборах 1998, 2002 та 2006 років обирався обухівським міським головою. Трагічно загинув 20 жовтня 2011 року.
- Паєнко Олена Василівна — Народилася 4 жовтня 1963 року в Молдавії. З 1984 року проживає в Обухові. Директор виробничо-будівельної фірми «Інбуд». Почесна громадянка міста з 2013 року.
- Кравець Леонід Іванович — Народився 1 квітня 1928 року. Леонід Іванович Кравець — корінний обухівець. Очолює первинну ветеранську організацію працівників держустанов. Почесний громадянин Обухова з 2013 року.
- Чаплінський Володимир Володимирович — Володимир Володимирович Чаплінський народився 13 січня 1970 року у Сєвєроморську Мурманської області. У 1986 році переїхав в Україну. Працював на Київському картонно-паперовому комбінаті. Боєць Небесної Сотні. Герой України. Загинув 20 лютого 2014, коли на Інститутській снайпери холоднокровно розстрілювали беззбройних майданівців під час революції Гідності. Почесний громадянин міста з 2014 року.
- Бородавко Георгій Арсентійович — Народився Георгій Арсентійович Бородавко 7 травня 1922 року в селі Ново-Борисово Мостовецького району Луганської області. Визволитель Обухова в листопаді 1943 року. З 1948 року — в Обухові, займає різні керівні посади. Як творча натура, з 1961 року реалізував себе у художній майстерні. Почесний громадянин Обухова з 2014 року.
- Бакка Олексій Вікторович — Народився 9 вересня 1974 року в м. Майкоп Краснодарського краю. Проживав в Обухові. Підприємець. Був активним учасником Революції Гідності. Під час проведення АТО служив в третьому батальйоні оперативного призначення НГУ Донбас. Загинув 29 серпня 2014 року під Іловайськом Донецької обл. Почесний громадянин Обухова з 2015 року.
- Рачинський Олександр Григорович — Рачинський Олександр Григорович народився в 1979 році м. Українка Обухівського району Київської області. Капітан, заступник командира роти вогневої підтримки 25-го окремого мотопіхотного батальйону. Загинув під час проведення АТО 17.11.2014, м. Дебальцеве. Почесний громадянин Обухова з 2015 року.
- Єфіменко В'ячеслав Вікторович — Народився 21 серпня 1977 р. в Обухові. Боєць 25-го окремого мотопіхотного батальйону територіальної оборони «Київська Русь». Загинув 28 січня 2015 р. в м. Дебальцеве Донецької області під час виконання АТО. Почесний громадянин Обухова з 2015 року.
- Тимко Олег Миколайович — Народився 25.03.1985 р. в м. Обухів Київської обл. Стрілець 11-го окремого мотопіхотного батальйону. Загинув 7 квітня 2015 року в с. Опитне Ясинуватського району Донецької області. Почесний громадянин Обухова з 2015 року.
- Литвиненко Павло Леонідович — Народився 9 червня 1994 року в м. Обухів, Київська область. Служив головним сержантом в роті глибинної розвідки, 2-й взвод, 1 відділення, Донецька обл. Помер від поранень 17 березня 2016 року поблизу селища Гнутове (22 км від центра Маріуполя), Донецької області. Почесний громадянин Обухова з 2016 року.
- Сергеєв Володимир Ігорович — Народився 27 квітня 1993 року в Обухові. Перебував на службі 81-ї окремої аеромобільної бригади. Загинув 6 липня 2016 року в результаті попадання ворожої 120-ти мм. міни по бліндажу захисників в промзоні міста Авдіївки Донецької області. Почесний громадянин Обухова з 2016 року.
- Геля Віктор Михейович — Народився 24 серпня 1951 року в селі Григорівка Обухівського району Київської області. Директор обухівського УВП «УТОС». Почесний громадянин з 2016 року.
- Калита Микола Мусійович — Народився 19 грудня 1940 року в селі Красна Слобідка Обухівського району. Керівник ТОВ «Обухівський водоканал». Почесний громадянин з 2016 року.
- Кияниця Роман Вікторович, посмертно — Народився 10.05.1992 року. Проживав в м. Обухові. З 1999 року навчався в Обухівській ЗОШ № 3, де успішно закінчив 9 класів. 4 березня 2017 року під час ворожих обстрілів поблизу Авдіївки Роман Кияниця трагічно загинув.
- Устіч Віктор Сергійович — Народився 10.08.1955 року в с. Богданівка Прилуцького р-ну Чернігівської обл. Директор КП «Обухіврайтепломережа» Почесний громадянин з 2017 року. У 2005 році був обраний головою правління Обухівської організації роботодавців. Нагороджений медаллю «За заслуги» III ступеня. Має інші нагороди та Почесні грамоти міністерства ЖКГ.

## Видатні земляки
- Дашкевич-Горбацький Володислав Володимирович — Генеральний хорунжий Армії Української Держави, український військовий діяч, дипломат. Народився 16 серпня 1879 року в місті Обухів.
- Малишко Андрій Самійлович (1912—1970) — Український поет, перекладач, літературний критик. Народився 2 (14 листопада) в Обухові в сім'ї шевця. У 1930 р. Андрій Малишко надрукував перші вірші в журналах «Молодий більшовик» та «Глобус». Упродовж 1935—1940 років видав збірки: «Батьківщина» (1936), «Лірика», «З книги життя» (1938), «Народження синів» (1939), «Листи червоноармійця Опанаса Байди», «Березень», «Зоревідні», «Жайворонки» (усі — 1940). У цей же період написав поеми «Трипілля» (надруковано лише уривки), «Ярина», «Кармалюк», «Дума про козака Данила».
- Бердяєв Сергій Олександрович — Народився 30 січня 1860 року в м. Києві. Поет, прозаїк, літературний критик, перекладач-поліглот, мистецтвознавець, театральний оглядач, журналіст, публіцист, популяризатор науки. Найвідоміші псевдоніми митця — Обухівець, Сергій Київський. Друкуватися російською мовою почав у 1870-х рр., а українською — у 1880-х рр. В його творчій спадщині — вірші, театральні огляди, публіцистика і науково-популярні нариси. Доробок Бердяєва сягає більше тисячі праць. Тематика творів: суспільно-політичні рухи, національно-визвольна боротьба. Як поет, оспівував працю, кохання, природу, рідний край.
- Григорій Михайлович Стрілець (псевдонім — Косинка) — український письменник-новеліст, перекладач. Народився 29 листопада 1899 р. в с. Щербанівці Обухівського району. Новели письменника з'являлися на сторінках багатьох часописів, а 1922 р. вийшла його перша збірка «На золотих богів». У 1920-1930-ті рр. виходило багато збірок письменника: «В житах» (1926), «Політика» (1927), «Вибрані оповідання» (1929), «Серце» (1933) тощо. Писав він і публіцистичні твори, перекладав російських письменників.
- Киянченко Георгій Васильович — Народився 25 листопада 1911 року. Живописець, графік. Закінчив Київський художній ін-т (1939 р.) Член Спілки художників України (1950). Співпрацював у 1941 році із видавництвами АН УРСР, «Мистецтво» м. Київ. Учасник республіканських та всесоюзних мистецьких виставок від 1939 року. Створював також плакати. Окремі роботи зберігаються у Національному музеї ім. Т. Шевченка у Києві.
- Нелеп Марія Яківна (1929—2005) — українська художниця. Представниця наївного мистецтва.
- Пелешенко Павло Павлович (1978—2022) — підполковник (посмертно) Збройних Сил України, учасник російсько-української війни.
- Олена Валентинівна Савченко — Українська і німецька фігуристка, що виступає у парному спортивному фігурному катанні (з 2004 року на офіційних змаганнях за Німеччину). З 2004 року виступає в парі з Робіном Шолковим (за Німеччину), разом з яким є бронзовим медалістом. Станом на 23 березня 2018 року пара займає 1-е місце в рейтингу Міжнародного союзу ковзанярів.
- Юрій Пісков — 9-разовий чемпіон України з легкої атлетики (метання диску, штовхання ядра), Срібний призер чемпіонату Європи з легкої атлетики.
- Маковецький Володимир — П'ятиразовий чемпіон світу з пауерліфтингу, володар кубку Європи і кубку світу «Золотий тигр».
- Ечкенко Сергій — Перший чемпіон Світу з пауерліфтингу з Обухова. Успадкувавши від батьків чудову генетику, він, на відміну від багатьох інших чоловіків, не змарнував її протягом багатьох років, а цілеспрямовано розвивав. Наприкінці 80-х років, працюючи у лабораторії біохімзаводу, він вечорами почав займатися з обтяженнями. Досить швидко Сергій досягнув непоганих результатів у підніманні штанги, улюбленою вправою став жим штанги лежачи.
- Альбіна Бойко — Багаторазова чемпіонка України за версією Всесвітньої Бездопінгової Федерації Пауерліфтингу (WDFPF), двократна чемпіонка Європи, чотирикратна чемпіонка Світу, рекорсменка Європи і Світу за версією Всесвітньої Бездопінгової Федерації Пауерліфтингу. На сьогоднішній день є віце-президентом та Генеральним секретарем Української Бездопінгової Федерації Пауерліфтингу (УБФП).
- Чепелик І. В. — Іконописець. Виходець з простої родини, але творчої. Родина займалася малюванням лубочних картинок та ікон. Жили вони під горою Пединою на Фабричному узвові, де проживало багато родин гончарів, майстрів лозоплетіння та інших народних промислів.
- Гнатюк Володимир Васильович (* 1979) — сержант Збройних сил України, учасник російсько-української війни.
- Марків Олександр Сергійович (1981—2019) — старший лейтенант Збройних сил України, учасник російсько-української війни.
- Кіяниця Микола Миколайович (1995—2024) — солдат збройних сил України, учасник російсько-української війни.
- Кравець Марія Онуфріївна (* 1925) — українська театральна актриса і телережисер.

## Пам'ятки

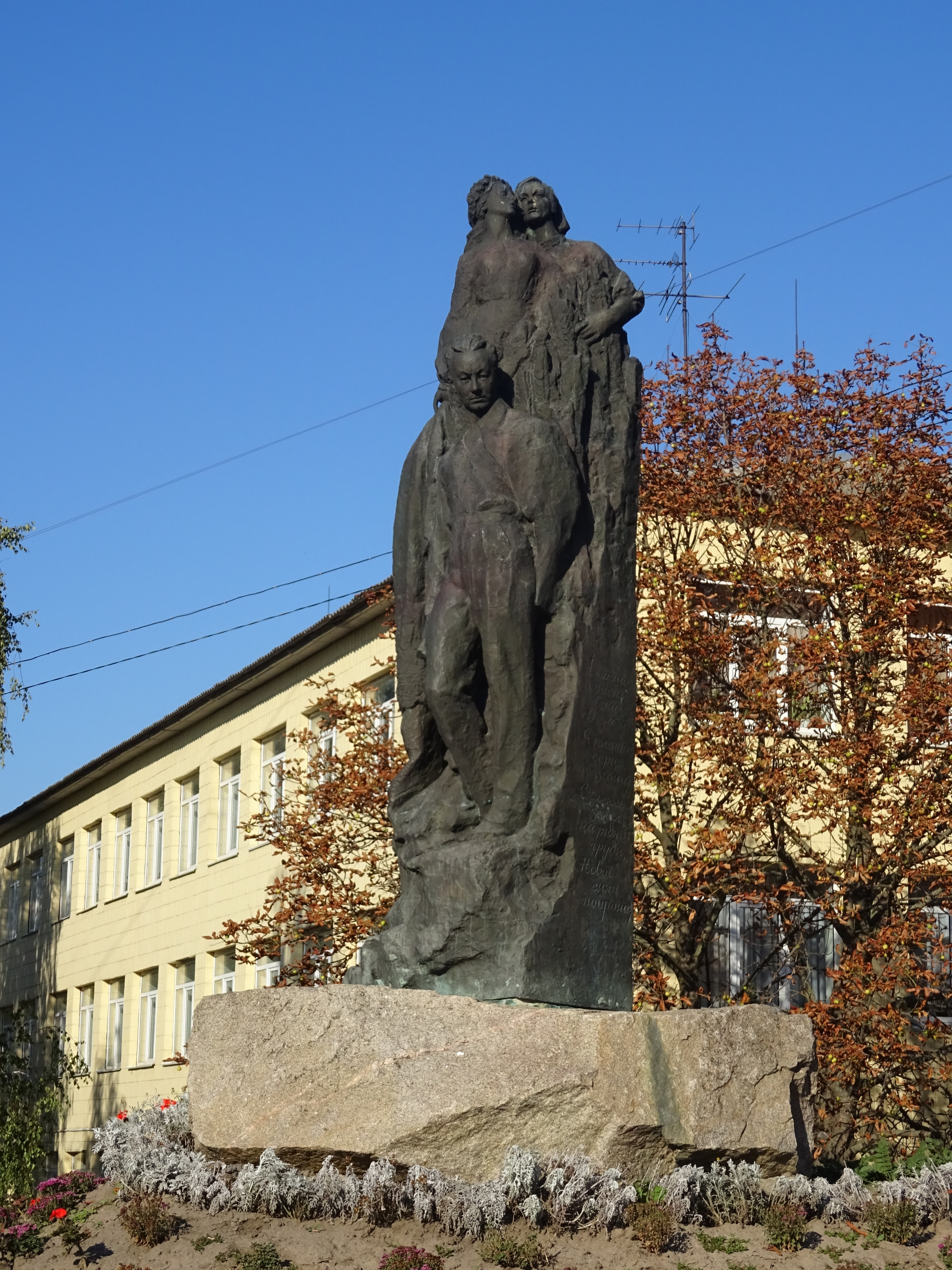
Пам'ятник поету А.Малишку

Історико-культурне значення в місті мають:

#### Пам'ятники
- Пам'ятник поету-земляку А. С. Малишку
- Пам'ятник героям Чорнобиля
- Пам'ятник воїнам-афганцям
- Пам'ятник жертвам Голодомору
- 2 пам'ятники Скорботній Матері
- Меморіальний комплекс: братська могила воїнів Радянської Армії, підполковника і льотчика, які загинули у 1941—1943 р.р.
- Пам'ятник на честь 659 воїнів-односельців, що не повернулись з війни

#### Пам'ятки архітектури
- Двокласна церковно-приходська школа, 1913 р.

#### Пам'ятки природи, садово-паркового мистецтва
- Таценківські дуби-велетні
- Вікові дерева дуба звичайного
- Дуб довгожитель
- Заказник Гора Педина
- Паркова зона «Алея пам'яті Героїв Небесної Сотні» з пам'ятним знаком.

#### Меморіальні дошки

Меморіальна дошка Андрію Малишку на стіні садиби-музею

- 2 меморіальних дошки у пам'ять про загиблого Героя — Володимира Володимировича Чаплінського
- Меморіальна дошка на приміщенні НВК Обухівська ЗОШ № 1 ім А. Малишка учням та жителям Обухівщини, що пішли у вічність з приміщення школи під час масових розстрілів гітлерівцями мирного населення в урочищі Розкопане влітку 1943 року
- 2 меморіальні дошки на приміщенні НВК Обухівська ЗОШ № 1 ім А. Малишка випускникам школи, які загинули під час АТО В'ячеславу Єфіменку та Кирилу Забєліну
- 5 меморіальних дощок на приміщенні НВК Спеціалізована Обухівська ЗОШ № 3 випускникам школи, які загинули під час АТО Олексію Бацці, Володимиру Сергеєву, Олегу Тимку, Роману Кияниці
- Меморіальна дошка на приміщенні НВК Обухівська ЗОШ № 4 випускнику школи, який загинув під час АТО Павлу Литвиненку
- Меморіальна дошка на території ПрАТ «Київський КПК» працівнику підприємства, який загинув під час АТО Олегу Тимку
- Барельєф поету-земляку А. С. Малишку на приміщенні СЗОШ № 1

## Міжнародні відносини

### Міста-побратими
Станом на 2024 рік, Обухів поріднився з 3 містами:
- Радебойль, Німеччина (1999)
- Миргород, Україна (2016)
- Кайшядорис, Литва (2024)[14]

### Партнерські договори
У 2019 році Обухів уклав договори про партнерство у різних галузях з 3 містами:
- Бендзин, Польща
- Гросуплє, Словенія
- Хашурі, Грузія

Також тривають перемовини щодо укладання такого договору з ізраїльським містом Нешер.

### Колишні міста-побратими
У 2019 році, Обухів поріднився з Полоцьким районом. Оскільки Полоцьк та Полоцький район об'єднані в одну адміністративну одиницю, тож Полоцьк теж можна вважати порідненим містом Обухова. У травні 2022 року згідно рішення Обухівської міської ради у зв'язку зі збройною агресією Російської Федерації проти України із залученням інфраструктури та території Республіки Білорусь, а саме, підтримку та участь Республіки Білорусь в збройній агресії проти України, дію Договору про співробітництво та партнерство між Виконавчим комітетом Обухівської міської ради Київської області та Полоцьким районним виконавчим комітетом (Республіка Білорусь), укладений 16 травня 2019 року, припинено.

## Галерея

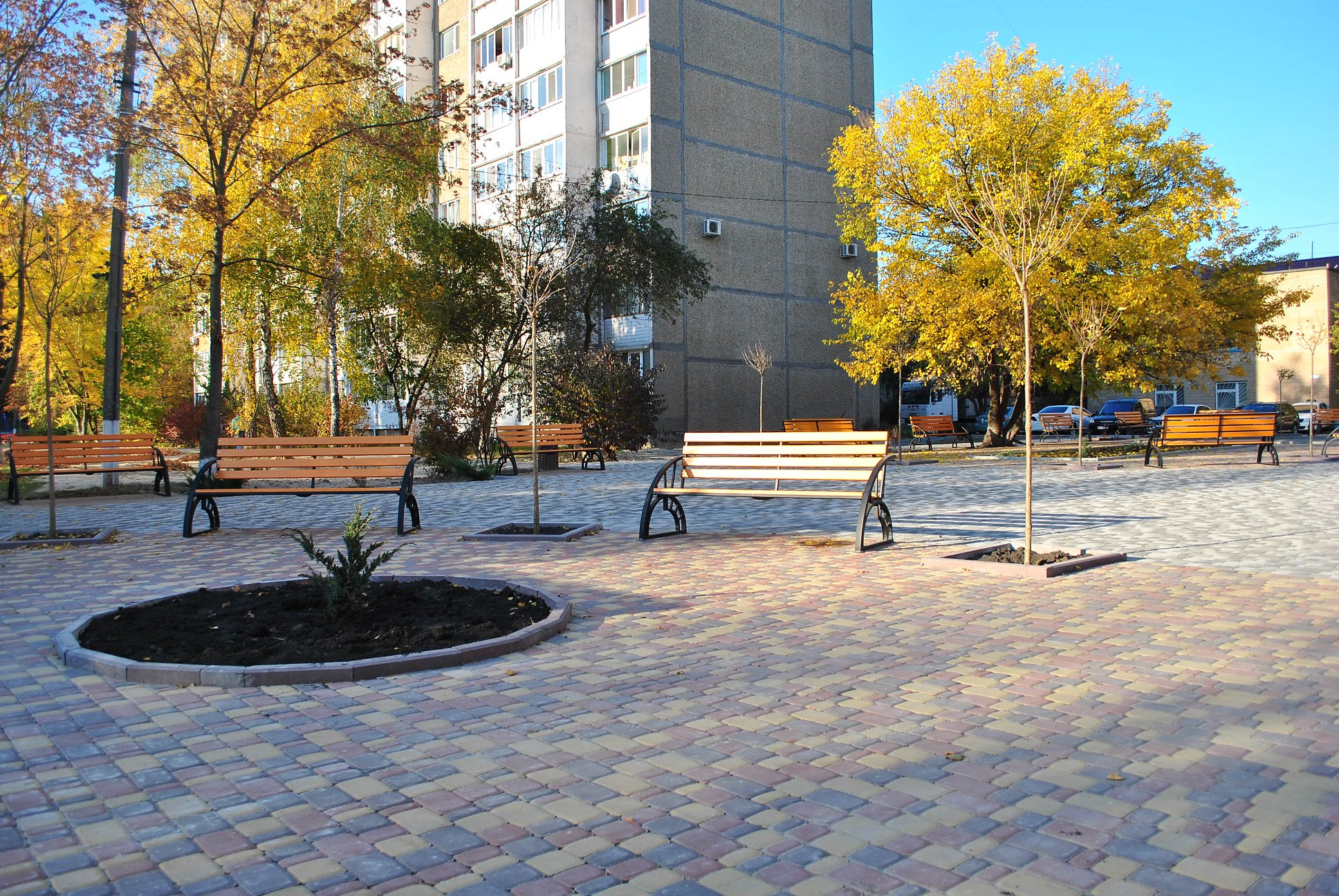
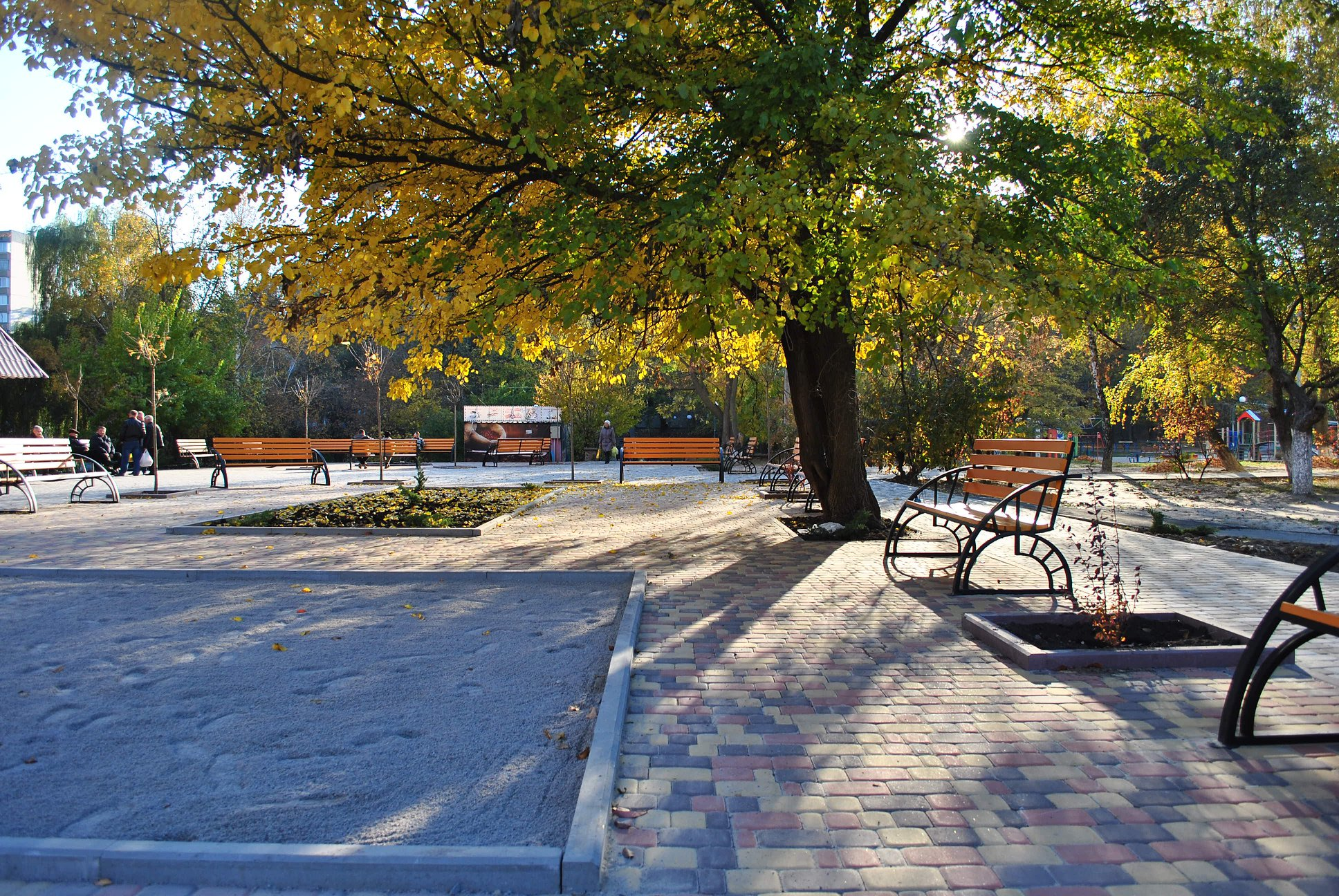
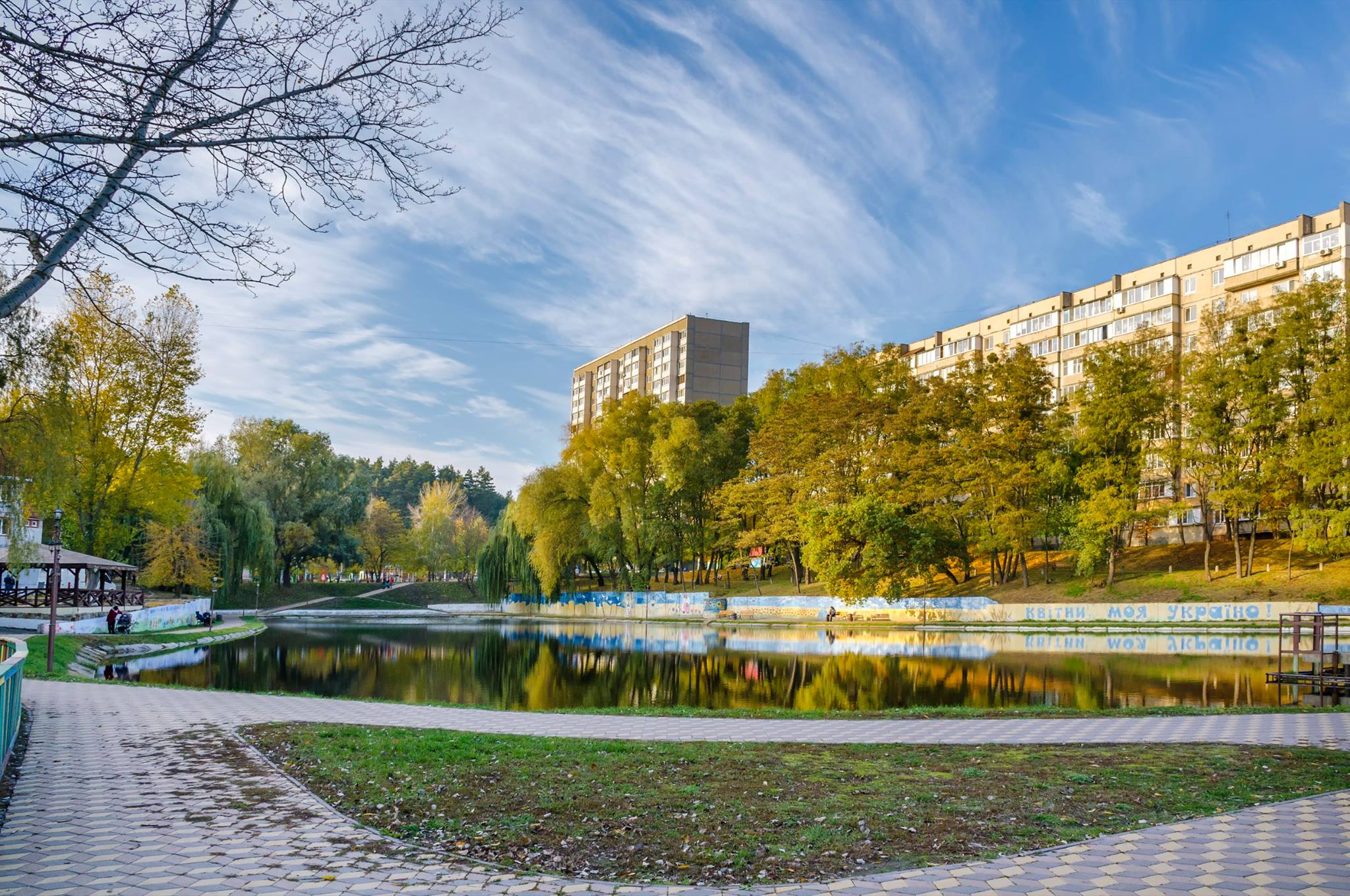
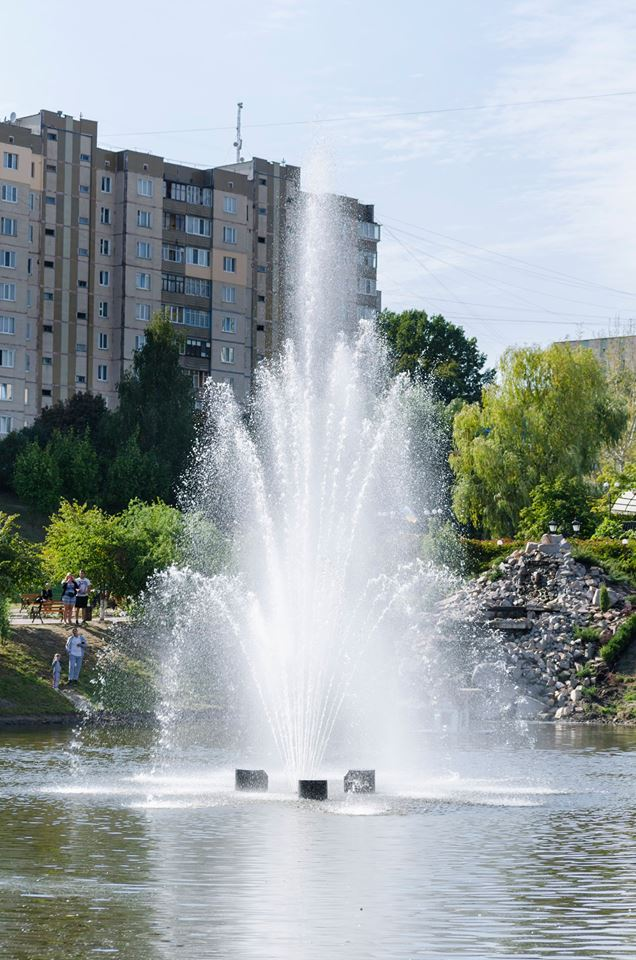
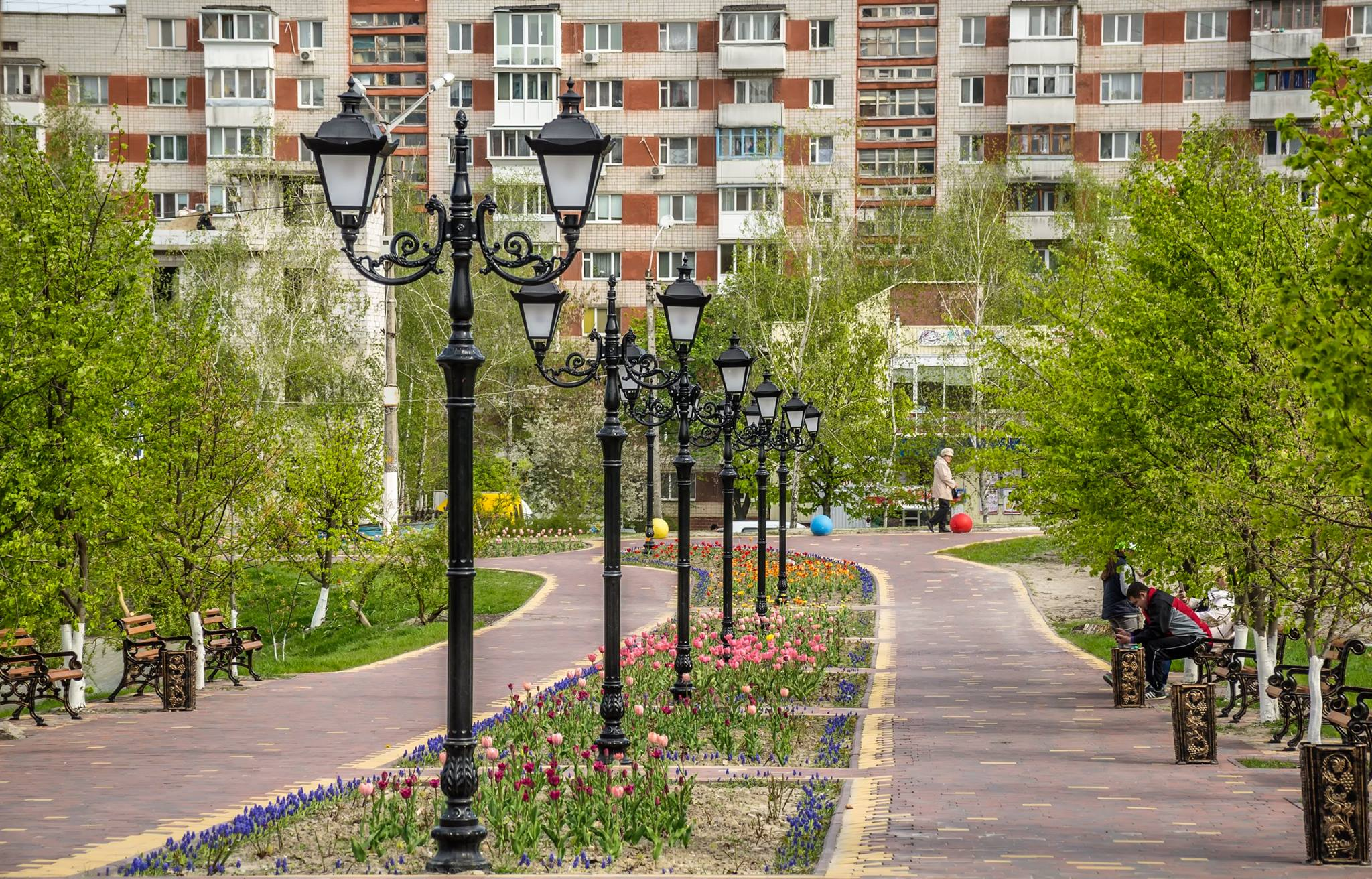
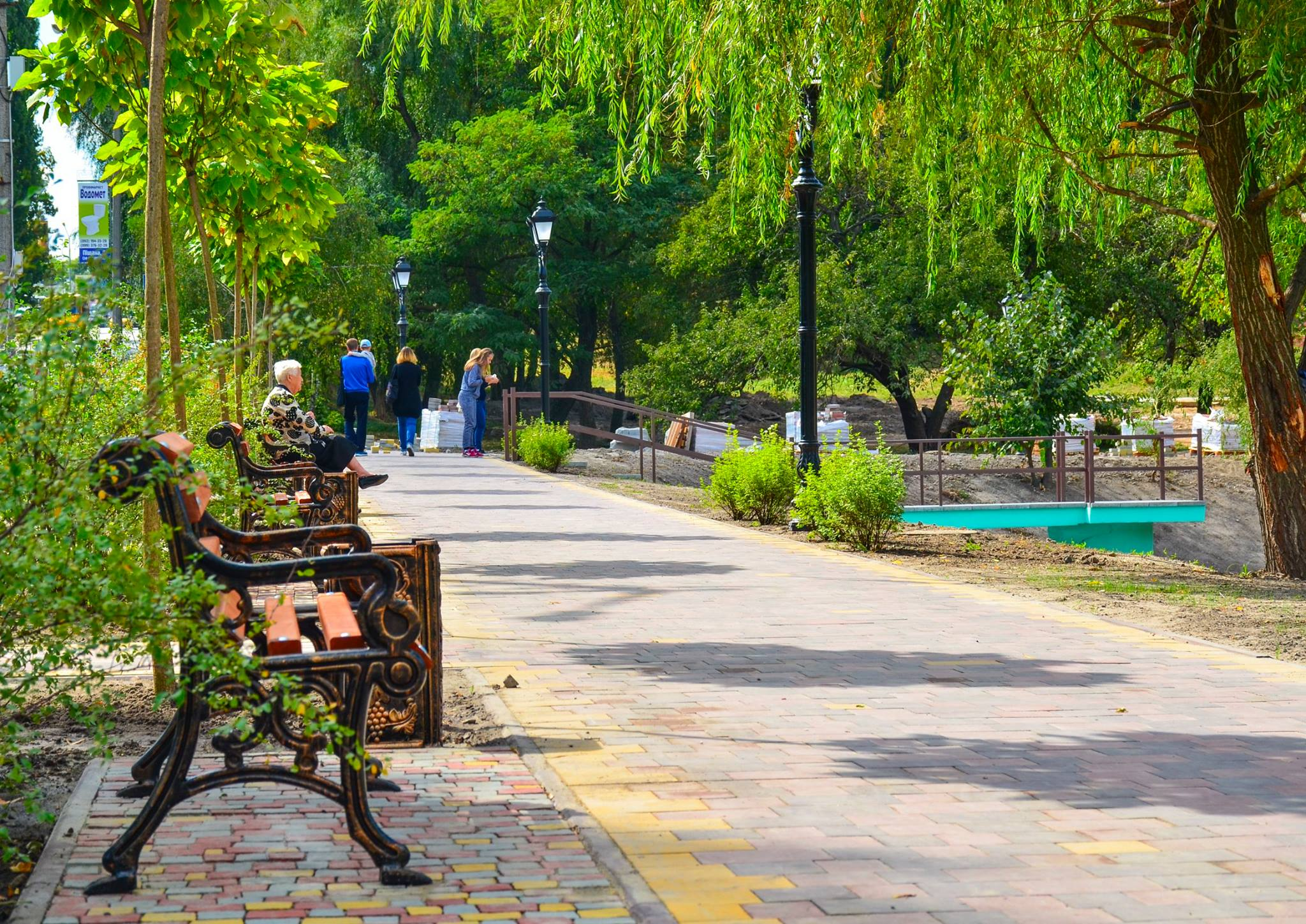
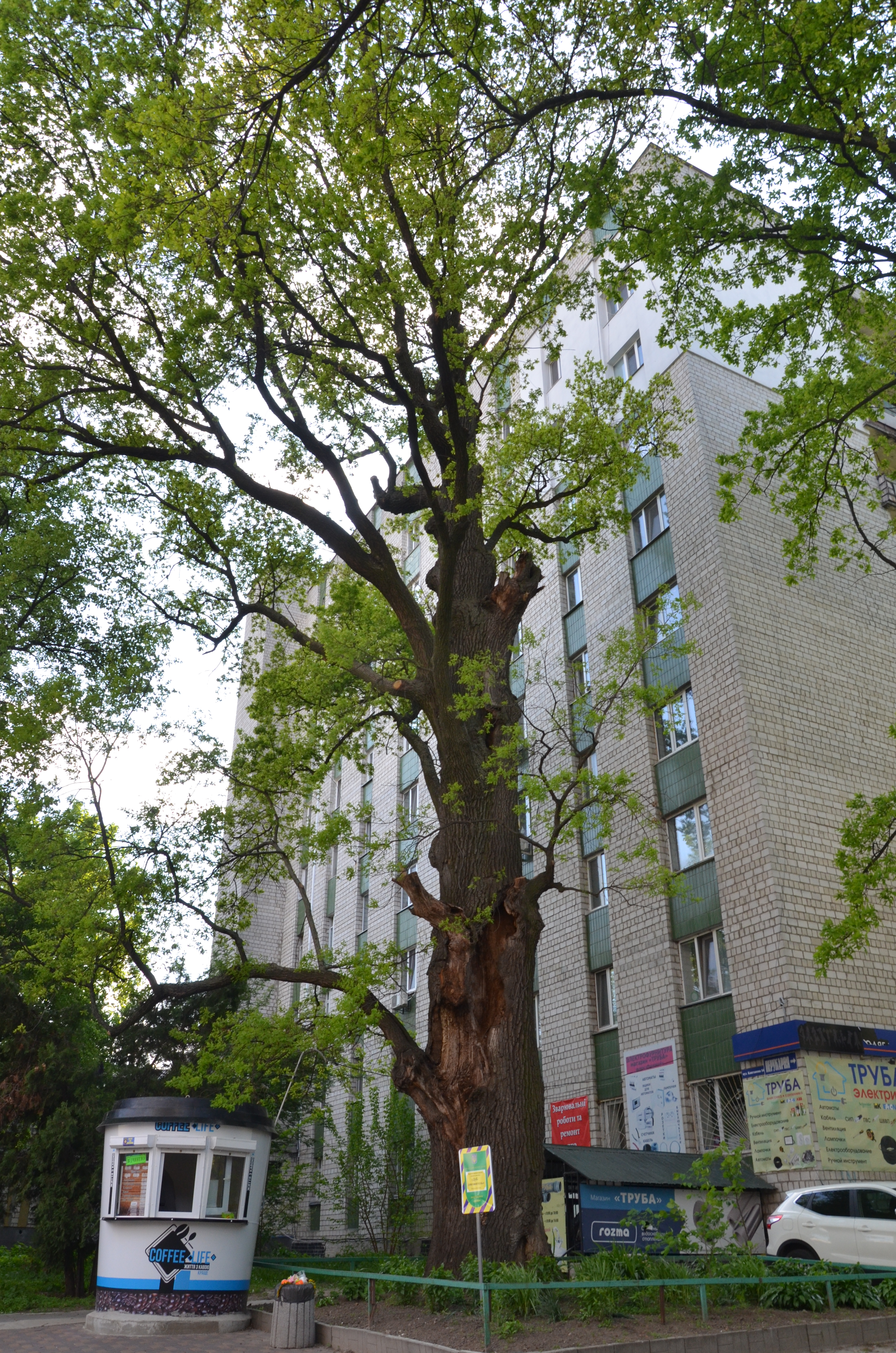
Дуб довгожитель
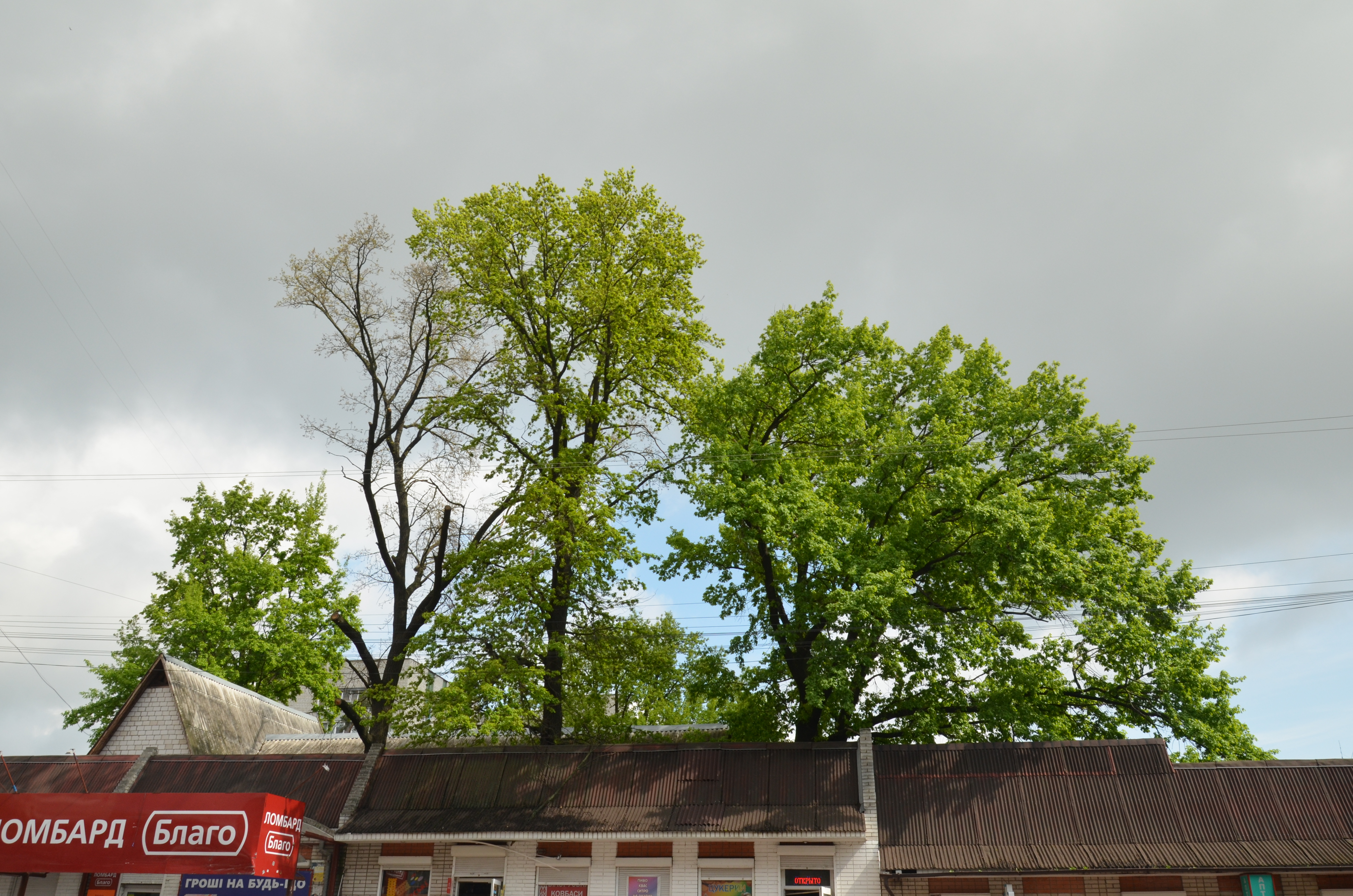
Вікові дерева дуба звичайного, ринок Ранковий
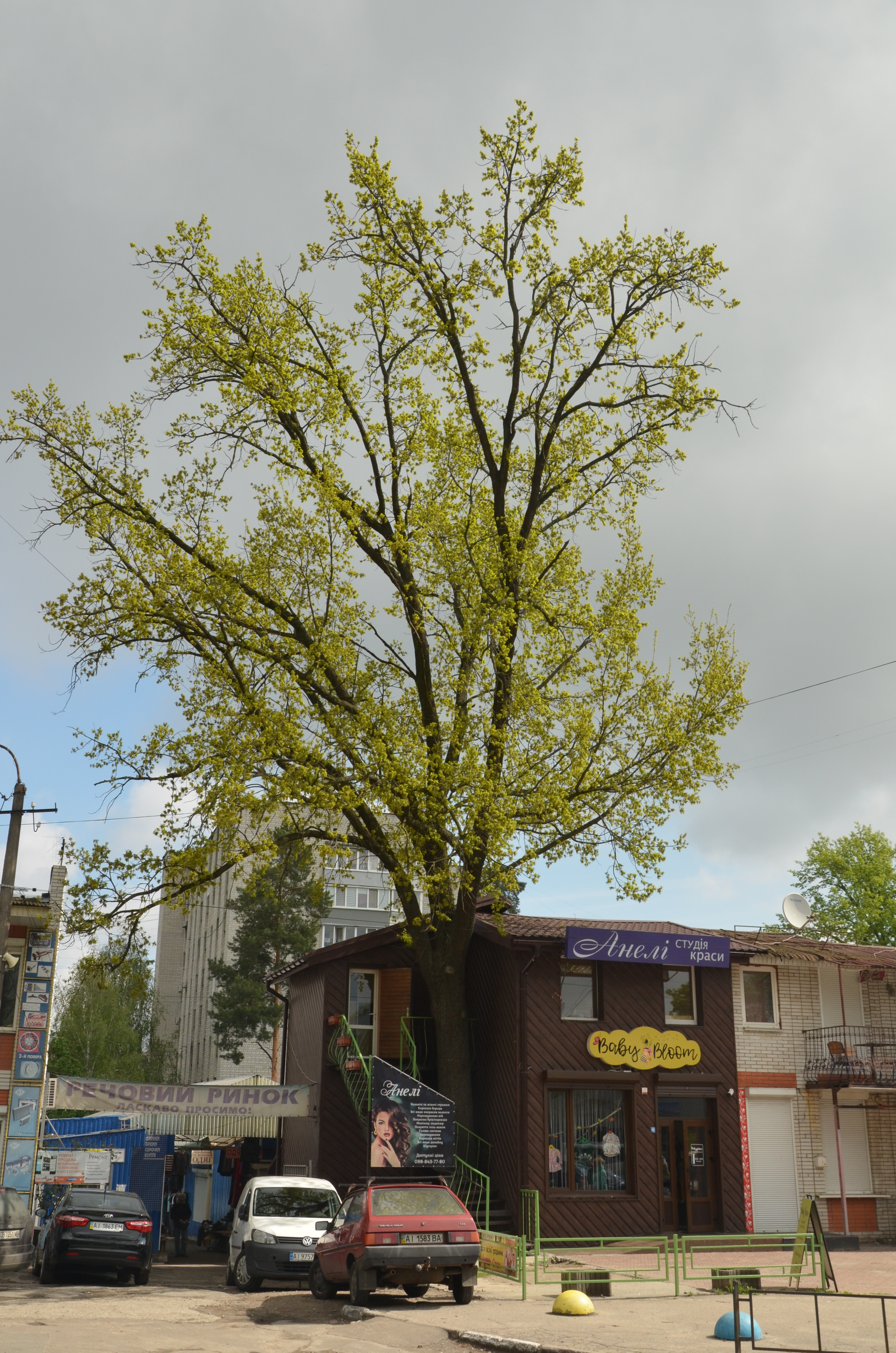
Вікові дерева дуба звичайного, ринок Ранковий
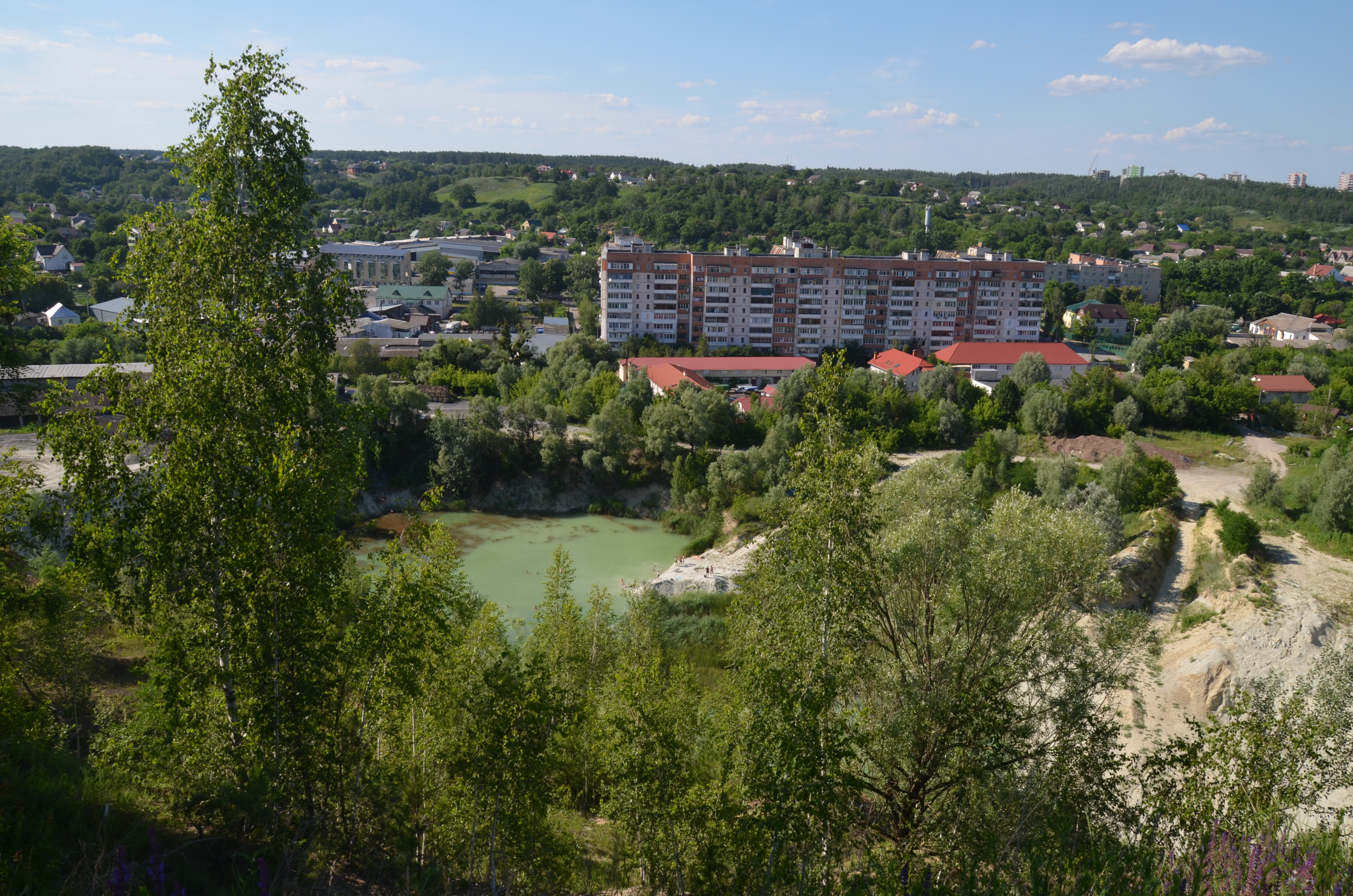
Вид на Обухів з гори Педина і озеро Фейхоа